# Johann von Salis-Seewis
Johann von Salis-Seewis (más néven Johann Ulrich Graf von Salis-Seewis, Károlyváros, 1862. december 8. – Zágráb, 1940. október 24.) osztrák-magyar katonatiszt volt az első világháború alatt. A horvát nemzetiségű Salis-Seewis a horvát 42. honvéd gyaloghadosztályt (becenevén Ördöghadosztály) irányította először a sikertelen szerbiai hadjáratban 1914-ben, majd a kárpáti fronton. Hazatérése után Bécs katonai parancsnoka lett, majd az osztrák-magyar megszállás alatti Szerbia Katonai Főkormányzóságának első katonai kormányzójaként szolgált. Később a román hadjárat során a 92. Landwehr gyaloghadosztály parancsnoka volt, és a megszállt Romániában a Legfelsőbb Parancsnokság élén állt. Az Osztrák-Magyar Monarchia felbomlása után, a háborús vereséget követően Horvátországban telepedett le, ahol kapcsolatba került a horvát fasiszta Usztasa mozgalommal.

## Élete
Johann Ulrich Salis-Seewis az akkori Habsburg Birodalmon belül Horvát-Szlavónország részét képező Károlyvárosban született 1862. december 8-án a régi svájci arisztokrata Salis családban. Gaudenz Gubert Comte Salis-Seewis (1824–1873) harmadik gyermeke volt. A Salis-Seewis család még XIV. Lajos francia királytól kapta a grófi címet. Anyja, Wilhelmina Dobrinović egy boszniai eredetű régi horvát nemesi családból származott. Dédapja Johann Gaudenz von Salis-Seewis svájci költő volt. Johann Ulrich apja 1873-ban halt meg, amikor ő még csak tizenegy éves volt.
A katonai iskola elvégzése után Salis-Seewist katonai tanácsadónak küldték Szkopjéba. Ez akkor történt, amikor Macedónia régióban a felkelők (bolgár, görög, macedón, montenegrói és szerb lakosság) és a megszálló török hadsereg között éppen zavargások zajlottak. Salis-Seewist a török csendőrség parancsnokává nevezték ki, mely tisztséget 1903-tól 1905-ig töltötte be. A misszióból hazatérve a budapesti 86. gyalogezredben szolgált, majd az esztergomi 76. gyalogezredhez került, 1908-tól 1911-ig a 79. gyalogezred parancsnokává nevezték ki. 1911-ben Fiuméban volt a 71. gyalogdandár parancsnoka. 1912. május 9-én vezérőrnaggyá léptették elő.

### Az első világháborúban
Az első sikertelen szerb hadjárat során a 71. gyalogdandár parancsnoka volt. 1914 novemberében Salis-Seewis átvette a Vrazija Divizija (Ördög Hadosztály) néven ismert 42. honvéd gyalogoshadosztály parancsnokságát. Sarkotić tábornokot váltotta, aki rövid időre a megszállt szerb területek katonai kormányzója lett. A teljes egészében horvát katonákból álló hadosztályban, a magyar és a német helyett kizárólag a horvát nyelvet használhatták a parancsok kiadása során. A hadjárat kudarca és az osztrák-magyar csapatok Szerbiából való visszavonulása után Salis-Seewist a 42. hadosztállyal Galíciába és a kárpáti frontra helyezték át, 1915 februárjában tábornoki rangot kapott. A parancsnokságon maradt. 1915. június 22-ig, amikor Karl von Pflanzer-Baltin tábornok, aki elégedetlen volt vezetésével, felmentette parancsnokságából. 1915 novemberében a bécsi helyőrség parancsnokává nevezték ki.
1916. január 7-én, Szerbia központi hatalmak általi meghódítását követően I. Ferenc József császár, a Szerbiai Katonai Főkormányzóság katonai kormányzója nevezte ki. E tisztségében Otto Gellinek alezredes vezérkari főnök támogatta. Miután a magyar hatóságok gyanúja, majd panasza szerint Salis-Seewis támogatta Szerbia Birodalomhoz való csatlakozásának gondolatát, 1916 júliusában elbocsátották tisztségéből, és korábbi hadtestparancsnoka, Adolf von Rhemen tábornok vette át a helyét. A román hadjárat idején a moldvai 92. gyaloghadosztály parancsnokává nevezték ki, majd az August von Mackensen tábornok, a megszállt Románia német katonai kormányzója alárendeltségében az úgynevezett „Generalkommando Rumänien” hadtest parancsnokává nevezték ki.

### A háború után
1918. november 11-én, amikor a háború véget ért, táborszernaggyá (Feldzeugmeister) léptették elő. Ausztria-Magyarország és a központi hatalmak veresége után Horvátországba költözött, ahol az új Szerb-Horvát-Szlovén Királyság kormánya engedélyezte a letelepedést és állami nyugdíjat biztosított számára. Később csatlakozott a horvát nacionalista Usztasa mozgalomhoz. 1940. október 24-én halt meg Zágrábban.

## Fordítás
Ez a szócikk részben vagy egészben  a   Johann von Salis-Seewis című angol Wikipédia-szócikk ezen változatának fordításán alapul.  Az eredeti cikk szerkesztőit annak laptörténete sorolja fel. Ez a jelzés csupán a megfogalmazás eredetét és a szerzői jogokat jelzi, nem szolgál a cikkben szereplő információk forrásmegjelöléseként.